# Emanuel Branzell
Emanuel Branzell, född 1805 på Glänne gård i Alsters socken, död 1888 i Brunskogs socken, var en svensk präst.

## Biografi
Som ung präst utsågs han till den förste kapellpredikanten i de nyinrättade församlingarna Norra och Södra Finnskoga i norra Värmland. Under sin tid i Finnskogen organiserade han kyrkbyggen, upprättade den kyrkliga administrationen och engagerade sig i befolkningens sociala förhållanden. I synnerhet var han engagerad i att hjälpa skogsfinnarna under de svåra missväxtåren i början av 1830-talet tillsammans med legendariska Stormamsella, Maja-Lisa Frychius. Upprepade gånger ansökte han förgäves domkapitlet i Karlstad om förflyttning för att kunna förenas med sin hustru och barn som levde i Nyeds socken. Livet i Finnskogen var hårt och Branzell, som till en början var en hård nykterhetskämpe, blev själv bruten av spritmissbruk. Enligt legenden ska han ha dömt en gumma till stocken för fylleri, varpå hon uttalade en förbannelse över honom. Hemkommen till prästgården drabbades Branzell av en tandvärk, tog till flaskan för att döva smärtan och fastnade i missbruket.

## Litterär gestalt
Mest känd för eftervärlden är Branzell för sin likhet med Selma Lagerlöfs romangestalt Gösta Berling. Branzell var det vanligaste namnet i spekulationerna kring Gösta Berling och de uppenbara likheterna är många. Även Gösta Berling var predikant i Finnskogen och bägge var försupna före detta präster som levde ett kringflackande liv i 1800-talets Värmland. Selma Lagerlöf dementerade alltid påståendet. Länge ansågs det att dementierna berodde på hänsyn till familjen Branzell, som var släkt med Lagerlöfs. Numera anser vissa, med stöd av en marginalanteckning av Selma Lagerlöfs hand, att det är bevisat att Gösta Berlings främste förebild är vara prästen Edvard Emil Ekström från Kil. 
Även Gustaf Fröding hörde till släkten. Emanuel Branzell var bror till Frödings farmor Gustafva Fröding. De två träffades hos farmor Gustafva på Gunnerud i Alster under Frödings barndomsår och hos systern Matilda Fröding på hennes lantegendom Slorudsborg i Brunskog. Som barn fascinerades  Gustaf Fröding av den drygt 50 år äldre prästen och många anser att skalden har skildrat Branzelles livsöde i kåseriet "Prästen Bodenius". Något som endast delvis stämmer.